# Place de Belgique (Courbevoie)
Pour les articles homonymes, voir Place de Belgique.
La place de Belgique est un carrefour situé à Courbevoie.

## Situation et accès
La place est située à l'intersection de:
- l'avenue de la Liberté[2],
- la rue du 22-Septembre,

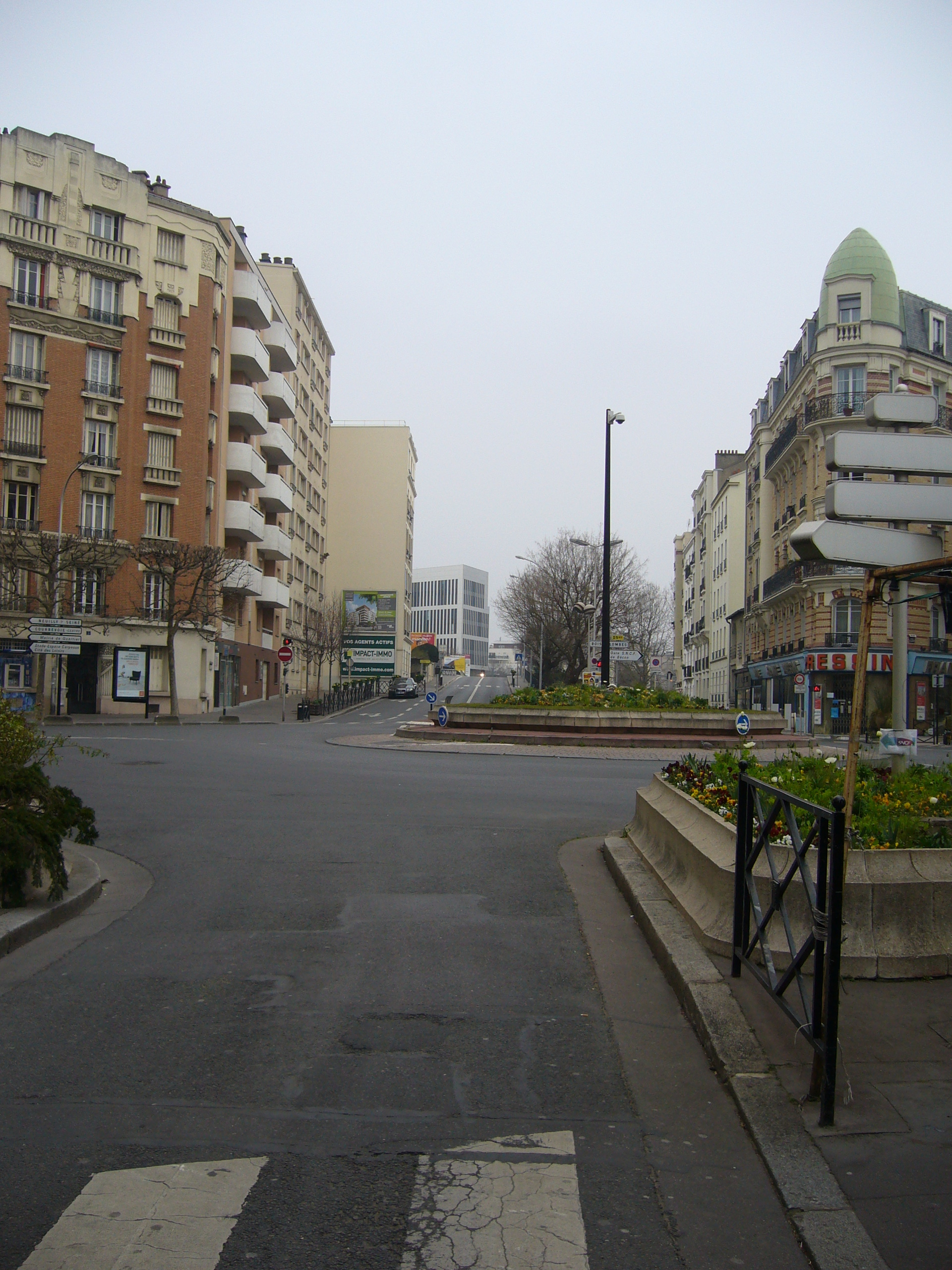
Vue de la rue Edith-Cavell.

- le boulevard Georges-Clemenceau, qui suit la route départementale D 9B
- la rue Edith-Cavell,
- le boulevard de la Paix,
- la rue de Bois-Colombes, vers le pont des Bruyères et le pont des quinze perches[3], sur le tracé de la route départementale D 12,
- la rue Edgar-Quinet, qui longe le pont en contrebas.

## Origine du nom

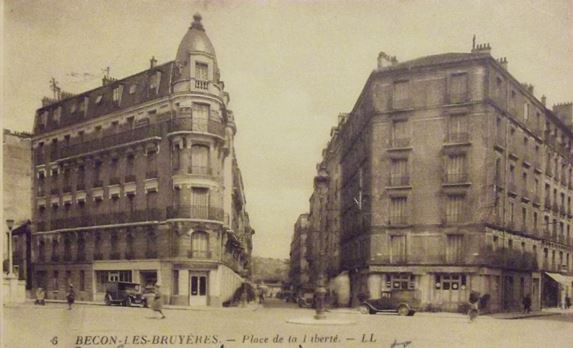
La place de la Liberté.

Anciennement appelée place de la Liberté, elle est ainsi nommée en hommage à la Belgique, en mémoire de la bataille de Belgique en 1914.

## Bâtiments remarquables et lieux de mémoire
- La gare de Bécon-les-Bruyères.